# Bitwa o Wzgórze 86
Bitwa o Wzgórze 86 – bitwa stoczona pomiędzy Siłami Obronnymi Izraela, a siłami zbrojnymi Egiptu o Wzgórze 86 i wioskę Abasan al-Kabira w Strefie Gazy podczas I wojny izraelsko-arabskiej w dniach 22–23 grudnia 1948. Bitwa stanowiła część operacji Horew i zakończyła się taktycznym zwycięstwem Egipcjan.

## Tło historyczne
I wojna izraelsko-arabska była kontynuacją  wojny domowej w Mandacie Palestyny, która wybuchła w wyniku odrzucenia przez Arabów planu podziału Palestyny na dwa państwa: żydowskie i arabskie (Rezolucja Zgromadzenia Ogólnego ONZ nr 181 z dnia 29 listopada 1947). Od maja 1948 na froncie południowym trwały intensywne walki izraelsko-egipskie. W październiku Izraelczycy przeszli do kontrofensywy i w trakcie operacji Jo’aw (15–22 października) zajęli miasto Beer Szewa, przejmując inicjatywę. W rejonie wioski al-Faludża znalazła się w okrążeniu egipska 4 Brygada. Kolejne operacje systematycznie zmniejszały obszar kontrolowany przez Arabów na Negewie. W dniu 9 listopada operacja Szmone przyniosła zdobycie strategicznego fortu Irak Suwajdan. W dniach 23–25 listopada przeprowadzono operację Lot, w trakcie której oczyszczono z sił arabskich północno-wschodnią część pustyni Negew oraz przywrócono komunikację z Morzem Martwym. Kolejna operacja Asaf (5–7 grudnia) przyniosła udaremnienie egipskich planów przejęcia kontroli nad zachodnim Negewem i przygotowała pozycje wyjściowe do kolejnych operacji zaczepnych w obszarze Strefy Gazy.
Izraelskie dowództwo zdawało sobie sprawę, że zbliża się koniec wojny. Dlatego strategiczną koniecznością wydawało się poszukiwanie jak najszybszych rozwiązań na Negewie, tak aby przeszkodzić zatrzymaniu tych terenów przez Egipt. Z tego powodu przygotowano plan operacji Horew, której celem miało być usunięcie wszystkich wojsk egipskich z granic Palestyny. Plan zakładał, że najsilniejsze egipskie umocnienia znajdują się w obszarze nadmorskiej Strefy Gazy, dlatego zrezygnowano z podejmowania wyczerpujących i zapewne bardzo krwawych walk w tym rejonie. Zamierzano przeprowadzić śmiały manewr oskrzydlający, aby przeciąć linie zaopatrzeniowe pomiędzy Rafah a Al-Arisz. Wojska egipskie w Strefie Gazy zostałyby okrążone, a izraelskie kolumny miałyby otwartą drogę do Kanału Sueskiego. Zakładano, że taka sytuacja zmusi egipski rząd do rozmów pokojowych i przyjęcia korzystnych warunków porozumienia kończącego wojnę. Szef Południowego Dowództwa generał Jigal Allon planował przy tym przeprowadzić dywersyjny atak na Strefę Gazy, który miał zmylić egipskie dowództwo i utwierdzić je w przekonaniu, że jest to właśnie główny kierunek izraelskiego natarcia. Jako cel zostało wybrane Wzgórze 86, które było położone w odległości 2 km na wschód od strategicznej drogi nadmorskiej.

## Układ sił

### Siły arabskie
Główne siły dwóch egipskich brygad były rozlokowane razem ze sztabem głównym w rejonie Strefy Gazy. Obszar ten miał długość około 35 km i został podzielony na kilka sektorów: (a) Sektor Gazy – broniony przez dwa bataliony piechoty (3. i 7.), wzmocnione dwoma rezerwowymi batalionami (3. i 8.) i pięcioma kompaniami ochotników z Arabii Saudyjskiej. W ich odwodzie znajdowały się siły uderzeniowe (9 Batalion Piechoty, batalion pancerny i bateria artylerii). Dowództwo nad sektorem objął dowódca 2 Brygady, gen. Mahmoud Fahma. (b) Sektor Rafah – broniony przez batalion piechoty, wzmocniony trzema rezerwowymi batalionami i baterią artylerii. Dowództwo nad sektorem otrzymał Mohamed Hosni. (c) linie komunikacyjne pomiędzy Rafah a Gazą zostały podzielone na dwa podsektory: pierwszy od Gazy do Dajr al-Balah i drugi od Dajr al-Balah do Rafah. Obronę każdego z podsektora zapewniał batalion ochotników. W ich odwodzie znajdowały się siły uderzeniowe (batalion piechoty, batalion pancerny i bateria artylerii). Podsektorem północnym dowodził Ahmed Saif al-Din Ibrahim, a południowym gen. Mohammed Sulejman Hjursa. Egipskie dowództwo spodziewało się izraelskiego ataku na Strefę Gazy, dlatego przeniesiono tutaj dwa bataliony piechoty z drogi Audża al-Hafir – Bir 'Asluj.

### Siły żydowskie
Do przeprowadzenia dywersyjnego ataku na Wzgórze 86 Siły Obronne Izraela wyznaczyły 13 Batalion z Brygady Golani.

## Przebieg operacji

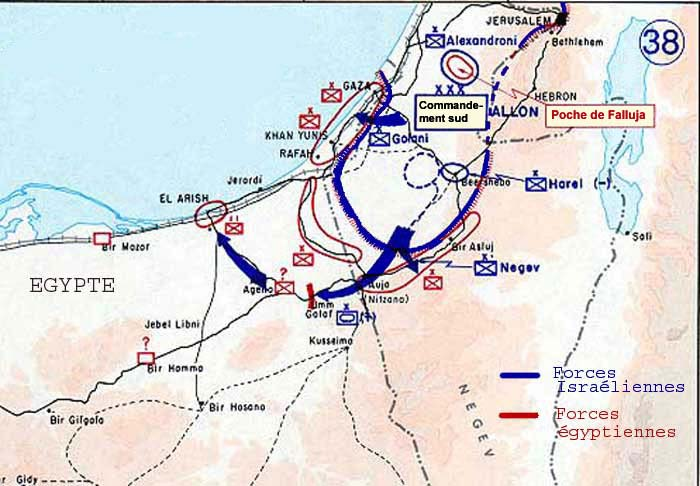
Przebieg operacji Horew

Operacja Horew rozpoczęła się popołudniem 22 grudnia 1948, od lotniczego bombardowania egipskich pozycji w rejonie miast Gaza, Rafah i Chan Junus. Dodatkowo, Gazę i Rafah ostrzelały izraelskie okręty wojenne. Działania te utwierdziły egipskie dowództwo w przekonaniu, że właśnie Strefa Gazy będzie głównym celem następnego izraelskiego natarcia.

### Rajd na Abasan
Działania dywersyjne rozpoczęto o godzinie 2:00 w nocy z 22 na 23 grudnia 1948. Kolumna kilku samochodów pancernych i transporterów opancerzonych przeprowadziła rajd na wioskę Abasan al-Kabira, która była główną bazą wypadową wojsk egipskich podczas wcześniejszej operacji Asaf (5–7 grudnia). Wioska była położona w odległości około 5 km na południowy wschód od miasta Chan Junus i stanowiła zewnętrzny pierścień egipskiej obrony w Strefie Gazy. Pojawienie się izraelskich pojazdów opancerzonych całkowicie zaskoczyło Egipcjan, którzy szybko wycofali się z wioski w kierunku zachodnim. Izraelscy żołnierze nie wiedzieli, że Egipcjanie wycofali się na drugą linię obrony, na której znajdowały się liczne stanowiska armat przeciwpancernych. Dlatego zachęceni łatwo odniesionym sukcesem, ruszyli w pościg za wycofującymi się Egipcjanami. W rezultacie, bardzo szybko stracili dwa swoje pojazdy i pod zasłoną dymną wycofali się z wioski. W starciu zginął izraelski dowódca.

### Bitwa o Wzgórze 86
Niemal równocześnie z rajdem na wioskę Abasan, izraelska artyleria rozpoczęła ostrzał położonych bardziej na północ wzgórz. Następnie 13 Batalion piechoty szybkim natarciem zajął Wzgórze 112. Utworzono na nim stanowisko ogniowe dla 3 moździerzy i armat przeciwpancernych, po czym żołnierze piechoty natarli na położone bardziej na północny zachód Wzgórze 86. Ich atak spowodował zamieszanie w egipskich liniach, co ułatwiło zdobycie wzgórza. W wyniku pomyłkowego ostrzału przez własną artylerię, rannych zostało kilku żołnierzy. Zdobyte pozycje miały być jeszcze w nocy wzmocnione jednostką ciężkich karabinów maszynowych, moździerzy i armat przeciwpancernych, tak aby do świtu przygotować pozycje obronne i odeprzeć egipskie kontrataki. Niestety z dostarczeniem wsparcia pojawiły się problemy natury logistycznej. Ciężka broń utknęła w wadi Salka, która o tej porze roku była pełna wody i błota. Dodatkowo cała okolica znalazła się pod ciężkim ostrzałem egipskiej artylerii, co zmusiło izraelskich żołnierzy do porzucenia części uzbrojenia i wycofania się.
Rankiem 23 grudnia Egipcjanie przeprowadzili kontratak, siłami dwóch kompanii piechoty wspieranych przez 20 lekkich czołgów M22 Locust i 4 transportery opancerzone uzbrojone w miotacze ognia. Atak przeprowadzono jednocześnie od północy, zachodu i południa. Izraelczycy posiadali jedynie cztery granatniki przeciwpancerne PIAT, zdołali jednak odeprzeć natarcie. Egipscy żołnierze wycofali się na odległość około 150 metrów i rozpoczęli bezpośredni ostrzał wzgórza, strzelając z armat na wprost. Z upływem czasu sytuacja Izraelczyków stała się rozpaczliwa. Amunicja była na wyczerpaniu, większość operatorów granatników PIAT zginęła lub była ranna, radiostacja była zniszczona i brakowało wsparcia artyleryjskiego. Dodatkowo przestał padać deszcz, i Egipcjanie wprowadzili do użycia miotacze ognia. Był to pierwszy przypadek użycia przez nich tej broni w walce. Pomimo braku doświadczenia, zadawali nią duże straty wśród obrońców wzgórza. Operatorom granatników PIAT udało się zniszczyć jeden z transporterów z miotaczem ognia, co spowodowało, że pozostałe egipskie pojazdy wycofały się w celu reorganizacji sił. Wykorzystali to Izraelczycy, i przeprowadzili kontratak. W jego trakcie dostrzeżono, że Egipcjanie przygotowują do kolejnego natarcia duże zgrupowanie broni pancernej. Ich przewaga była tak duża, że izraelski dowódca nakazał odwrót. W trakcie opuszczania Wzgórza 86 zginął zastępca dowódcy 13 Batalionu. W bitwie zginęło 12 Izraelczyków, 35 zostało rannych, a 2 trafiło do niewoli.

## Reakcje i następstwa
Bitwa zakończyła się taktycznym sukcesem Egipcjan, którym udało się po kilku godzinach walki odzyskać Wzgórze 86. Cała operacja była jednak izraelskim atakiem dywersyjnym, który utwierdził egipskie dowództwo w przekonaniu, że główny kierunek izraelskiego natarcia będzie skierowany na Strefę Gazy. Kiedy Egipcjanie przeszukali ciała zabitych, znaleźli przy nich dokumenty i mapy utwierdzające ich w tym przekonaniu. Jeden z egipskich oficerów napisał w swoim raporcie: 
„Izraelski cel zdobycia pozycji był jasny: rozdzielić i zniszczyć siły ekspedycyjne w Strefie Gazy i tym samym powtórzyć tragedię al-Faludża. Zdobycie tej pozycji oznaczałoby ewakuację dużej części frontu, tak jak było w przypadku, gdy Żydzi zaatakowali stanowisko o podobnym znaczeniu w obszarze Bajt Hanun. We wszystkich swoich ostatnich atakach, Żydzi atakowali węzły komunikacyjne aby rozdzielić i rozproszyć egipską armię. To było również celem ataku na Wzgórze 86”.
Izraelczycy ponieśli ciężkie straty, udało im się utrzymać sąsiednie Wzgórze 112, które wykorzystywali jako punkt obserwacyjny dla własnej artylerii.